# Kamoke
Kamoke är en stad i distriktet Gujranwala i den pakistanska provinsen Punjab. Den är belägen ett par mil söder om Gujranwala och cirka fem mil norr om Lahore, och folkmängden uppgick till cirka 250 000 invånare vid folkräkningen 2017.